# Brod (Perm)
|  | Per a altres significats, vegeu «Brod». |

Brod (en rus: Брод) és un poble del krai de Perm, a Rússia, que en el cens del 2010 tenia 107 habitants.